# Solanezumab
Solanezumab é uma droga estudada pela empresa de fármacos Eli Lilly que reduz a taxa de progressão da doença de Alzheimer.